# Bunnylovr
Bunnylovr ist ein US-amerikanischer Spielfilm von Katarina Zhu aus dem Jahr 2025. Das Drama handelt von einem entwurzelten chinesisch-amerikanischen Webcam-Model und ihrer Sehnsucht nach emotionaler Verbundenheit mit anderen Menschen. Filmemacherin Zhu übernahm in ihrem Regiedebüt auch die Hauptrolle. Die Weltpremiere von Bunnylovr fand Ende Januar 2025 im Rahmen des Sundance Film Festivals statt.

## Handlung
Die ziellose Rebecca verdient sich ihren Lebensunterhalt als Webcam-Model. Sie sehnt sich nach emotionaler Bindung, während die Beziehung zu einem mysteriösen Online-Kunden zunehmend ins Toxische abgleitet. Sie beginnt um ihr emotionales und körperliches Wohlergehen zu fürchten.
Eines Tages trifft Rebecca unerwartet ihren Vater William wieder, der ihr verkündet, sterbenskrank zu sein. Vater und Tochter hatten sich in der Vergangenheit voneinander entfremdet. Beiden bleibt wenig Zeit, ihre schwierige Beziehung aufzuarbeiten.
Dagegen etwas Leichtigkeit versprüht Rebeccas lustige und geerdete beste Freundin.

## Veröffentlichung
Bunnylovr wurde am 25. Januar 2025 beim 41. Sundance Film Festival uraufgeführt. Dort war das Werk in den Hauptwettbewerb für US-amerikanische Spielfilme (englisch: „U.S. Dramatic Competition“) eingeladen worden.

## Auszeichnungen
Bunnylovr erhielt beim Sundance Film Festival 2025 eine Einladung in den Wettbewerb um den Hauptpreis für den besten US-amerikanischen Spielfilm. Beim Filmfest München ist er im Wettbewerb Cinevision nominiert.